# Buyldragershuisje
Het Buyldragershuisje  dat dateert van de 17e eeuw, maar werd verbouwd in 1905; in Lier, in de Belgische provincie Antwerpen; is een voormalig gildehuis voor het buildragers-ambacht (buyldragers waren degenen die de schepen laadden en losten, de huidige havenarbeider). Een bekend standbeeld,  "De Buildrager" (1885) van Constantin Meunier, staat aan het eilandje in Antwerpen en is het symbool voor de havenarbeiders.
Oorspronkelijk stond het gebouw op de Vismarkt, waar het de Brouwersvliet overkluisde, maar werd er in 1958 afgebroken.
In 1963 werd het dan op het Felix Timmermansplein heropgebouwd. Nu fungeert het als tentoonstellingsruimte.
Het Buyldragershuisje (ook "buildragershuisje") is bewaard, maar nog niet beschermd.

## Fotogalerij

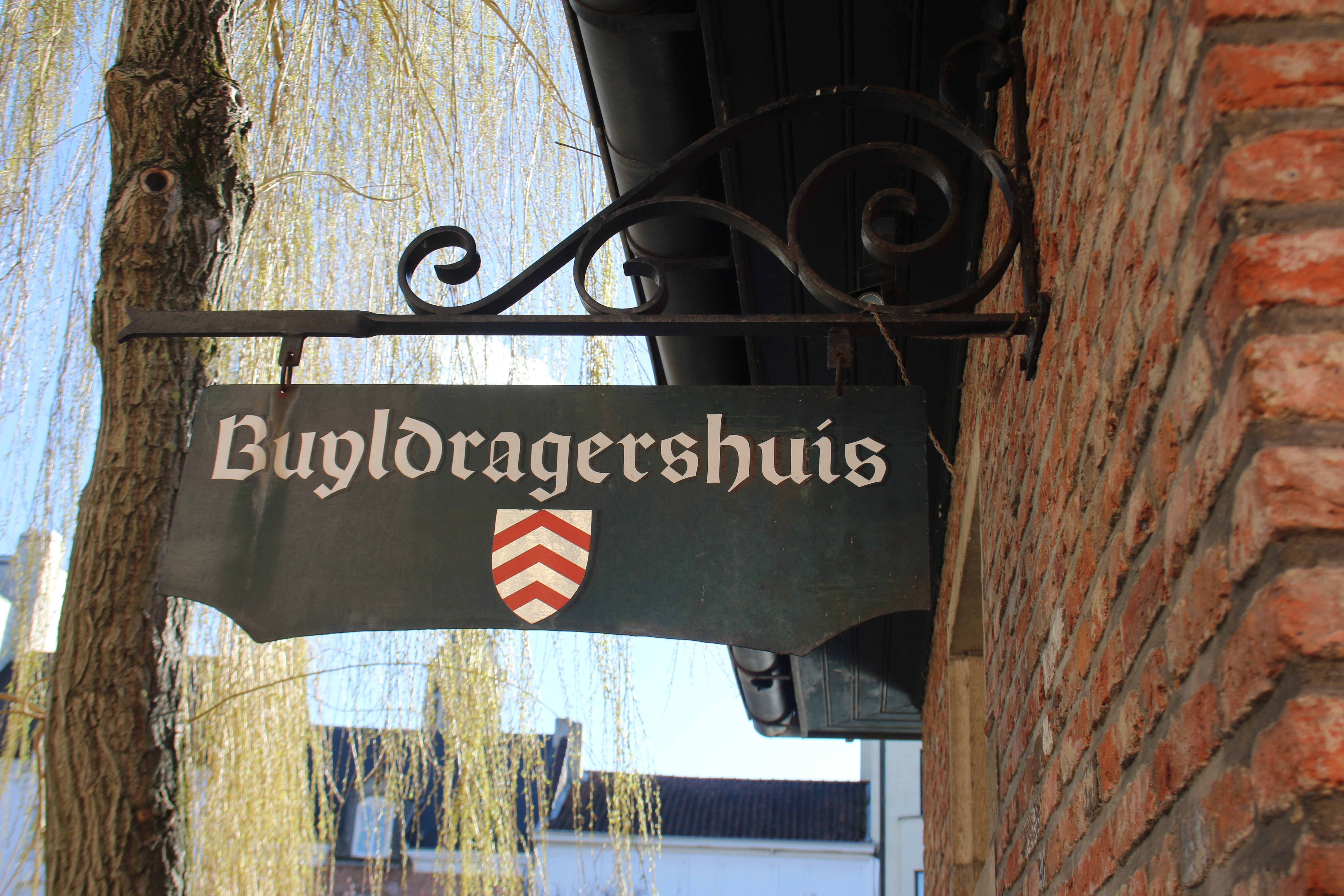
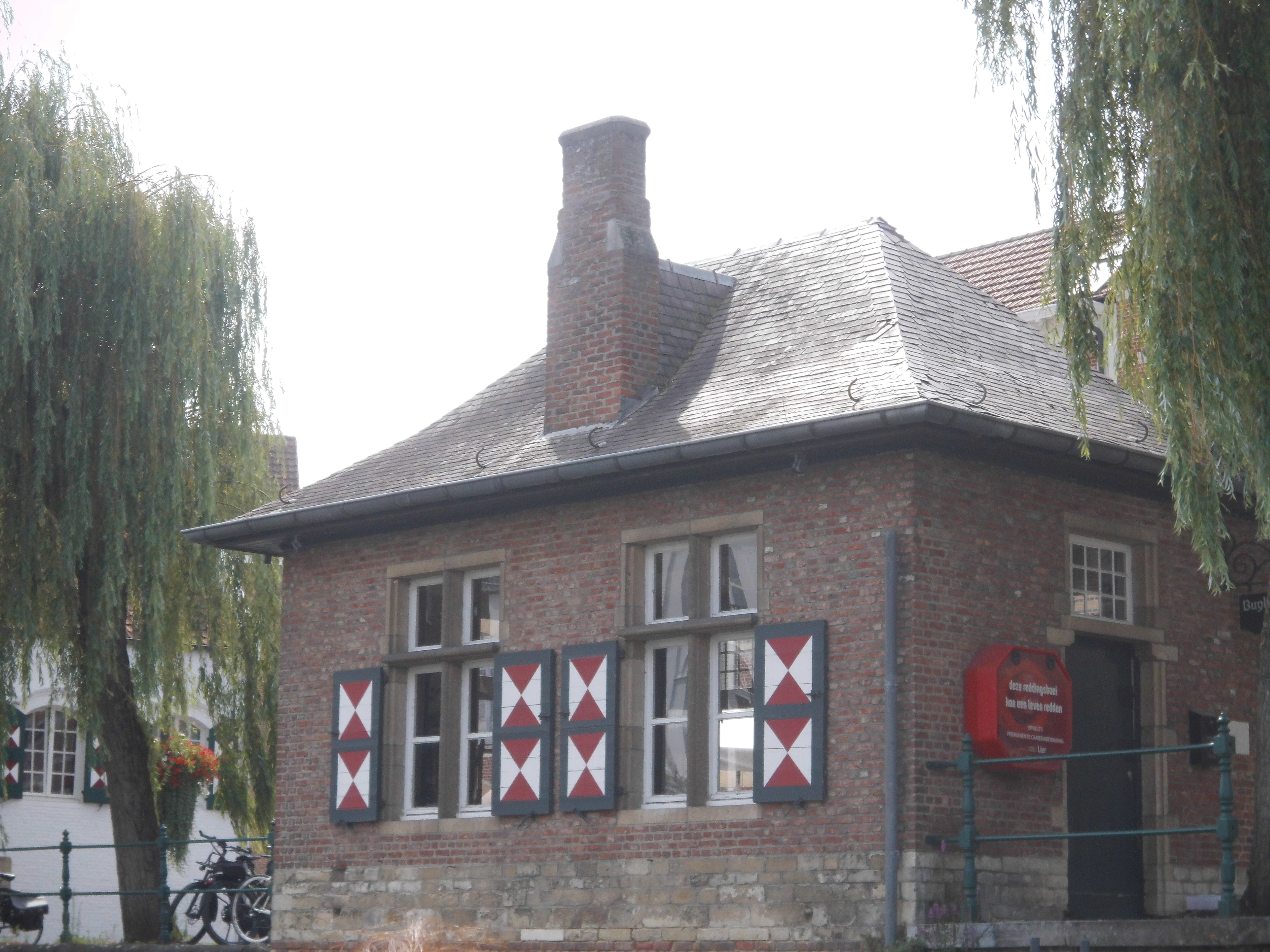
buyldragershuisje te Lier
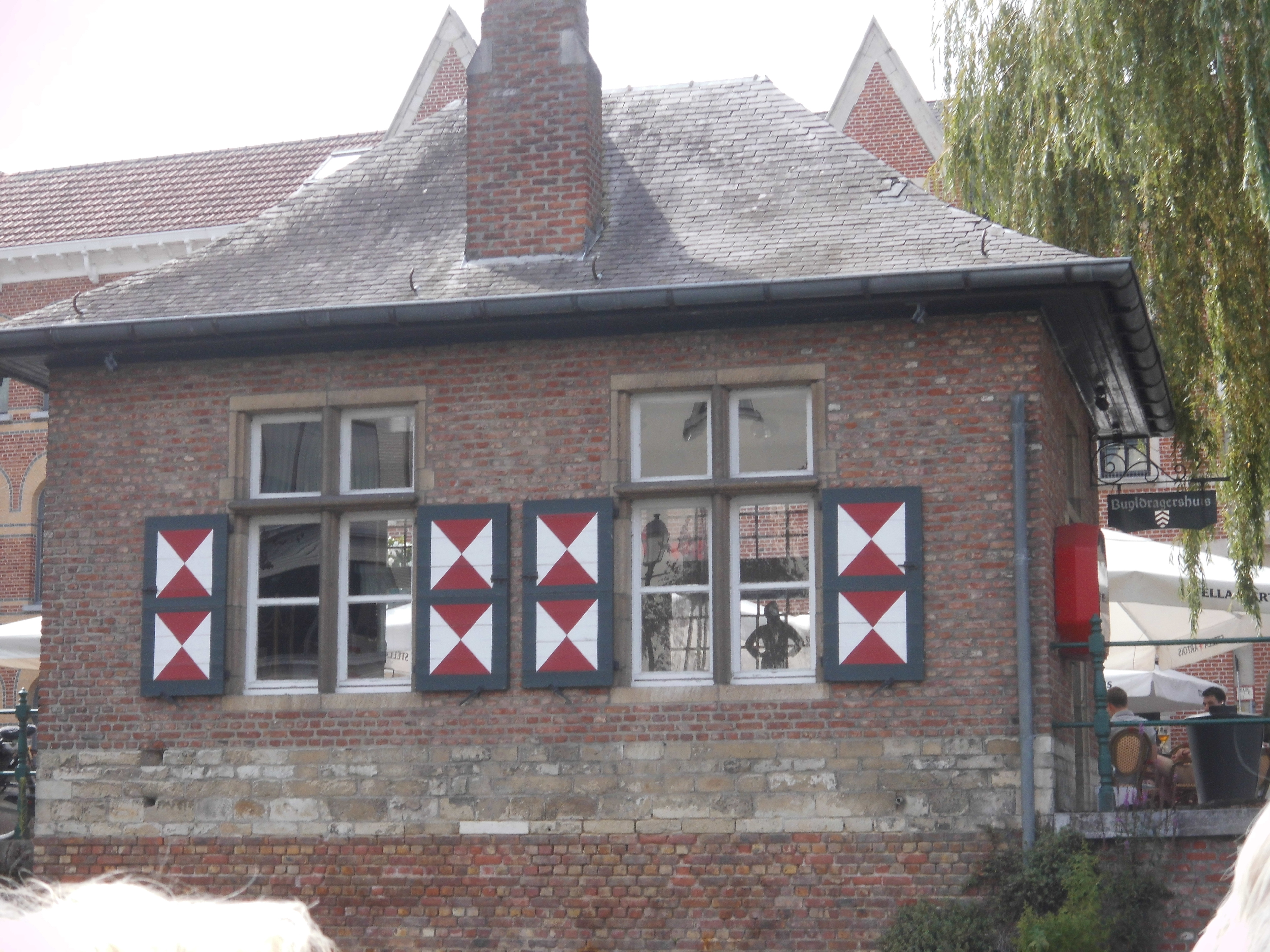
Buyldragershuis in Lier